# Simboli runici adottati dalle SS

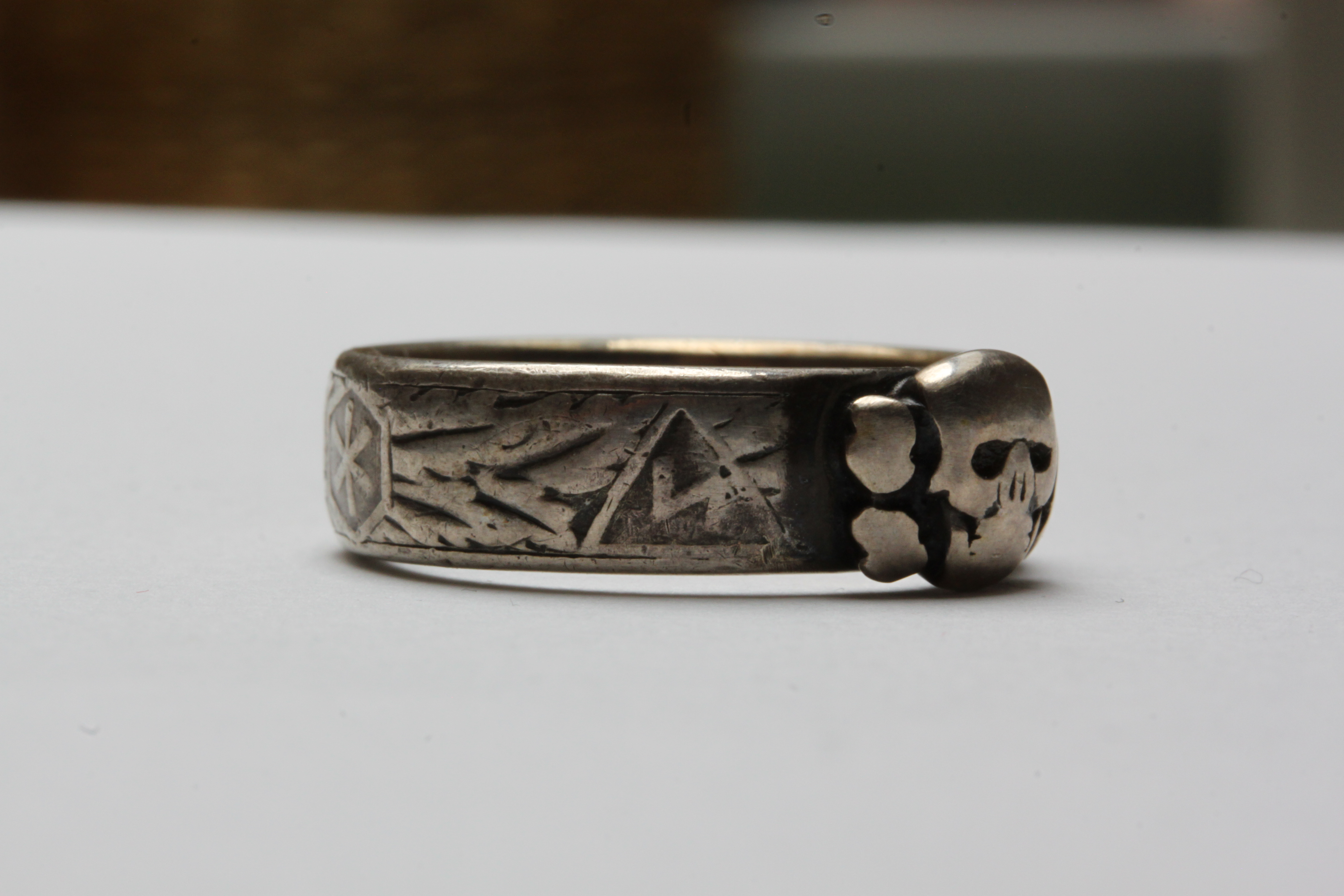
Rune sull'anello d'onore delle SS

I simboli runici delle SS (conosciuti in tedesco come SS-Runen) sono stati adottati dagli anni venti al 1945 sulle bandiere, uniformi e altri oggetti delle Schutzstaffel come emblemi dell'ideologia e del misticismo nazista.

## Caratteristiche
Il termine runa deriva da run, parola nordica che significa scrittura segreta.
Le rune erano caratteri che le tribù germaniche utilizzavano già in epoca precristiana sia per scrittura ordinaria che per quella magica.
Nel 98 d.C. Cornelio Tacito descrisse come i Germani procedessero a divinazioni tramite rune.
Con l'approfondirsi dell'interesse sentimentale patriottico per il folklore tedesco tra la fine del XIX secolo e l'inizio del XX secolo, iniziò col movimento völkisch uno studio e recupero delle antiche tradizioni, anche in chiave esoterica.
I più noti studiosi furono Guido von List, autore nel 1906 di Das Geheimnis der Runen ("il segreto delle rune"), e Felix Niedner, fondatore della Società Thule.
Durante gli anni 1920, Karl Maria Wiligut riprese gli studi di Guido von List per elaborare un sistema iconografico neopagano (l'Irminismo) che ebbe una notevole influenza su Heinrich Himmler e sul misticismo nazista.
Heinrich Himmler, notoriamente appassionato di occultismo, adottò molte di queste rune come riferimento simbolico per le divisioni SS.
Il simbolo con le doppie esse, realizzato affiancando due Sig - Runen (ᛋ),  venne ideato dal grafico tedesco Walter Heck nel 1933.
Altre rune, le Armanen Futharkh, furono ideate da Guido von List e alcune sono state riprese direttamente dal Fuþark antico.

## Rune usate dalle SS
| Rune                                   | Nome   | Significato                           | Commenti |
| The double-sig rune insignia of the SS | Sig    | Vittoria o "Schutzstaffeln"           | Il singolo segno Sig Rune (o Siegrune, ᛋ) nella sua forma originaria simboleggiava il Sole, tuttavia venne successivamente reinterpretato associandogli il significato correntemente noto di Vittoria (che in tedesco si dice Sieg). La simbologia tuttavia è multipla in quanto la doppia S è associata anche alle iniziali di Schutzstaffeln ed alla stilizzazione di due fulmini. Il simbolo venne creato nel 1933 da Walter Heck, grafico che lavorava presso la ditta F. Hoffstäter di Bonn, ed immediatamente adottato dalle SS; i diritti di utilizzo vennero ceduti alle SS per la misera cifra di 2,5 Reichsmark. Essa era anche raffigurata sull'elmetto dei soldati delle SS. |
|                                        | Eif    | Zelo, entusiasmo                      | La Eif venne utilizzata dagli aiutanti personali di Hitler, tra cui Rudolf Hess. |
|                                        | Ger    | Spirito comune                        | La Ger è stata la rune che simboleggiava lo "spirito comune": venne infatti utilizzato dall'11. SS-Freiwilligen-Panzergrenadier-Division Nordland e dalle Waffen-SS. |
|                                        | Hagall | Fede                                  | La Hagall è stato il simbolo per eccellenza, il cui significato sconfinava nel fanatismo più estremo, "fede incrollabile" "fino alla morte"; utilizzato anche nei matrimoni. |
|                                        | Leben  | Vita                                  | Il Lebensrune o vita rune questo simbolo venne utilizzato dal lebensborn, organismo delle SS che sosteneva il programma razziale: il simbolo significava ariano, inteso come uomo biologicamente superiore. |
|                                        | Odal   | Parentela, famiglia, legami di sangue | La runa Odal aveva più significati legati all'espressione di massimi legami tra le parti. |
|                                        | Opfer  | Abnegazione                           | La runa Opfer simboleggiava l'estremo sacrificio, il mettere in atto le parole di Adolf Hitler: "avanzare ad oltranza fino all'ultimo uomo". |
|                                        | Tod    | Morte                                 | La runa Todesrune, all'opposto della Lebensrune, simboleggiava la morte: era rappresentata sulle lapidi dei membri delle SS caduti. |
|                                        | Tyr    | Leadership in battaglia               | La runa Tyr simboleggiava la vittoria eroica in chiave mitologica. |

A questo primo gruppo di rune riprese dal Armanen Futharkh e dal Fuþark antico, furono utilizzati ulteriori simboli esoterici:
| Simbolo        | Nome                           | Significato               | Commenti |
| Wolfsangel     | Wolfsangel ("gancio del lupo") | Libertà Indipendenza      | variante della runa Eihwaz (da cui si distingue per la presenza di un'asta orizzontale al centro), in origine era un segno rappresentante una trappola per lupi, o un talismano contro gli attacchi dei medesimi; nel XV secolo, a seguito di una rivolta popolare in Germania, si trasformò in segno distintivo di libertà ed indipendenza. Nel XX secolo fu l'emblema iniziale del Partito Nazista e successivamente di diverse divisioni militari tra cui la 2. SS-Panzer-Division "Das Reich" e la 4. SS-Polizei-Panzergrenadier-Division della Waffen-SS. |
| Heilszeichen   | Heilszeichen                   | Prosperità                | Appare nell'anello SS-Ehrenring ed era utilizzato come simbolo di fortuna e prosperità. |
| Schwarze Sonne | Schwarze Sonne ("Sole Nero")   | Disintegrazione? Nigredo? | Zierscheibe e simbolo alchemico indicante l'annerimento, la putrefazione e la disintegrazione, raffigurato al centro del mosaico marmoreo nella sala "SS-generali" del castello di Wewelsburg |